# Llista de topònims de Martorell
Llista de topònims (noms propis de lloc) del municipi de Martorell, al Baix Llobregat
Informació actualitzada per un bot. Els canvis manuals es perdran quan s'actualitzi!

## arbre singular
| imatge | Nom                            | Ubicat a  | instància de   | Detalls                                          | coordenades                                                                                     | Protecció | Commons (més fotos) | Dades a WD                    |
| ------ | ------------------------------ | --------- | -------------- | ------------------------------------------------ | ----------------------------------------------------------------------------------------------- | --------- | ------------------- | ----------------------------- |
|        | Arbres del passeig del Quarter | Martorell | arbre singular | 20th century Taxon: plàtan (Platanus ×hispanica) | 41° 28′ 29″ N, 1° 56′ 10″ E / 41.47481°N,1.93616°E ca:Passeig del Quarter                       |           |                     | Modifica les dades a Wikidata |
|        | Àlbers al carrer Cambreta      | Martorell | arbre singular | 20th century                                     | 41° 28′ 28″ N, 1° 56′ 00″ E / 41.47447°N,1.93338°E ca:C. Cambreta / Plaça Plaça Germans Maestre |           |                     | Modifica les dades a Wikidata |

## barri
| imatge | Nom                  | Ubicat a  | instància de | Detalls | coordenades                                          | Protecció | Commons (més fotos) | Dades a WD                    |
| ------ | -------------------- | --------- | ------------ | ------- | ---------------------------------------------------- | --------- | ------------------- | ----------------------------- |
|        | Barri Illa Santacana | Martorell | barri        |         | 41° 28′ 31″ N, 1° 55′ 45″ E / 41.475332°N,1.929234°E |           |                     | Modifica les dades a Wikidata |
|        | Can Carreres         | Martorell | barri        |         | 41° 28′ 38″ N, 1° 55′ 32″ E / 41.4773°N,1.92563°E    |           |                     | Modifica les dades a Wikidata |

## carrer
| imatge | Nom                       | Ubicat a  | instància de | Detalls                                  | coordenades                                                                 | Protecció                                  | Commons (més fotos) | Dades a WD                    |
| ------ | ------------------------- | --------- | ------------ | ---------------------------------------- | --------------------------------------------------------------------------- | ------------------------------------------ | ------------------- | ----------------------------- |
|        | Carrer Francesc Santacana | Martorell | carrer       |                                          | 41° 28′ 28″ N, 1° 55′ 46″ E / 41.47433°N,1.92957°E ca:C. Francesc Santacana |                                            |                     | Modifica les dades a Wikidata |
|        | Carrer Gomis              | Martorell | carrer       | 20th century                             | 41° 28′ 40″ N, 1° 55′ 37″ E / 41.47788°N,1.92683°E ca:C. Gomis              |                                            |                     | Modifica les dades a Wikidata |
|        | Carrer Josep Anselm Clavé | Martorell | carrer       | 20th century                             | 41° 28′ 29″ N, 1° 55′ 57″ E / 41.4747°N,1.93237°E ca:C.Josep Anselm Clavé   |                                            |                     | Modifica les dades a Wikidata |
|        | Carrer Pedró              | Martorell | carrer       | 20th century                             | 41° 28′ 38″ N, 1° 55′ 28″ E / 41.47712°N,1.92454°E ca:C. Pedró              |                                            |                     | Modifica les dades a Wikidata |
|        | Carrer Pere Puig          | Martorell | carrer       |                                          | 41° 28′ 28″ N, 1° 56′ 10″ E / 41.47443°N,1.93607°E ca:C. Pere Puig          |                                            |                     | Modifica les dades a Wikidata |
|        | carrer Montserrat         | Martorell | carrer       |                                          | 41° 29′ 00″ N, 1° 55′ 14″ E / 41.48326°N,1.92055°E ca:C. Montserrat         |                                            |                     | Modifica les dades a Wikidata |
|        | carrer de Dalt            | Martorell | carrer       |                                          | 41° 28′ 27″ N, 1° 56′ 06″ E / 41.47413°N,1.9349°E ca:C. de Dalt             |                                            |                     | Modifica les dades a Wikidata |
|        | carrer del Mur            | Martorell | carrer       | Estil: arquitectura popular 19th century | 41° 28′ 26″ N, 1° 55′ 54″ E / 41.473914°N,1.931803°E ca:C. del Mur          | bé integrant del patrimoni cultural català | Carrer del Mur      | Modifica les dades a Wikidata |

## casa
| imatge | Nom                                        | Ubicat a  | instància de             | Detalls                                                                      | coordenades | Protecció                                  | Commons (més fotos)                                   | Dades a WD                    |
| ------ | ------------------------------------------ | --------- | ------------------------ | ---------------------------------------------------------------------------- | --- | ------------------------------------------ | ----------------------------------------------------- | ----------------------------- |
|        | Ca l'Andalet                               | Martorell | casa                     | 20th century                                                                 | 41° 28′ 28″ N, 1° 56′ 10″ E / 41.47436°N,1.936°E ca:C. Pere Puig, 82                                           |                                            |                                                       | Modifica les dades a Wikidata |
|        | Cal Pep el Garbellador                     | Martorell | casa                     | Estil: noucentisme 20th century                                              | 41° 28′ 29″ N, 1° 56′ 10″ E / 41.47465°N,1.93603°E ca:Plaça de la Creu, 6                                      |                                            |                                                       | Modifica les dades a Wikidata |
|        | Can Nicolau Ric                            | Martorell | casa edifici residencial | Estil: arquitectura eclèctica 1834                                           | 41° 28′ 28″ N, 1° 55′ 47″ E / 41.47438430786133°N,1.929661989212036°E ca:Plaça de la Vila, 7                   | bé cultural d'interès local                | Can Nicolau Ric                                       | Modifica les dades a Wikidata |
|        | Casa Elias                                 | Can Bros  | casa                     | Estil: arquitectura eclèctica 19th century                                   | 41° 29′ 53″ N, 1° 55′ 17″ E / 41.498035°N,1.921376°E ca:Elies, 6                                               | bé cultural d'interès local                |                                                       | Modifica les dades a Wikidata |
|        | Casa Llopart                               | Martorell | casa                     | Estil: noucentisme gòtic tardà                                               | 41° 28′ 27″ N, 1° 55′ 46″ E / 41.474277777778°N,1.9294361111111°E ca:Carrer del Pou / Plaça Major              | bé integrant del patrimoni cultural català | Casa a la plaça de la Vila (Martorell)                | Modifica les dades a Wikidata |
|        | Casa PP                                    | Martorell | casa                     | 1925                                                                         | 41° 28′ 41″ N, 1° 55′ 17″ E / 41.47807°N,1.92138°E ca:Carretera de Piera, 19                                   |                                            |                                                       | Modifica les dades a Wikidata |
|        | Casa Pelegrí                               | Martorell | casa                     | Estil: arquitectura popular 18th century                                     | 41° 28′ 28″ N, 1° 56′ 10″ E / 41.474459°N,1.936012°E ca:C. Pere Puig, 80                                       | bé cultural d'interès local                | Casa Pelegrí (Martorell)                              | Modifica les dades a Wikidata |
|        | Edificis al carrer Montserrat, 18-36       | Martorell | casa                     | Arquitecte: Josep Ros i Ros Estil: arquitectura popular 1920s                | 41° 28′ 37″ N, 1° 55′ 31″ E / 41.476999°N,1.925285°E ca:carrer Montserrat, 18-34                               | bé cultural d'interès local                | Edificis al carrer Montserrat, 18-36                  | Modifica les dades a Wikidata |
|        | Farmàcia Bujons                            | Martorell | casa                     | Estil: arquitectura neoclàssica 19th century                                 | 41° 28′ 29″ N, 1° 55′ 52″ E / 41.474632°N,1.931176°E ca:Pl. de la Vila, 41 - c. Revall, 59 61 msnm             | bé cultural d'interès local                | Farmàcia Bujons                                       | Modifica les dades a Wikidata |
|        | Fleca plaça de la Vila, 28                 | Martorell | casa                     | Estil: arquitectura eclèctica                                                | 41° 28′ 28″ N, 1° 55′ 49″ E / 41.47434°N,1.93028°E                                                             | bé integrant del patrimoni cultural català | Fleca plaça de la Vila, 28                            | Modifica les dades a Wikidata |
|        | Torre Elisa                                | Martorell | casa                     | Arquitecte: Josep Ros i Ros Estil: arquitectura modernista 1914              | 41° 28′ 19″ N, 1° 55′ 42″ E / 41.47205°N,1.928313°E ca:Carrer Vistalegre, 37 74 msnm                           | bé cultural d'interès local                | Torre Elisa                                           | Modifica les dades a Wikidata |
|        | Torre Ros                                  | Martorell | casa                     | Estil: modernisme català 20th century                                        | 41° 28′ 20″ N, 1° 55′ 39″ E / 41.472232°N,1.927572°E ca:C. de la Muntanya, 6-8 70 msnm                         | bé cultural d'interès local                | Torre Ros (Martorell)                                 | Modifica les dades a Wikidata |
|        | Torre d'en Malla                           | Martorell | casa                     | Estil: arquitectura neoclàssica 19th century                                 | 41° 28′ 24″ N, 1° 56′ 07″ E / 41.473455°N,1.935278°E ca:C. del Mur, 130 83 msnm                                | bé cultural d'interès local                | Torre d'en Malla (Martorell)                          | Modifica les dades a Wikidata |
|        | Torre de Santa Llúcia                      | Martorell | casa                     | Estil: gòtic tardà arquitectura popular 16th century                         | 41° 28′ 58″ N, 1° 55′ 37″ E / 41.482705°N,1.926976°E ca:Av, de Barnola i Bassols, Polígon de la Torre 57 msnm  | bé cultural d'interès local                | Torre de Santa Llúcia                                 | Modifica les dades a Wikidata |
|        | Torre de l'Àngel                           | Martorell | casa                     | Estil: arquitectura eclèctica 1889                                           | 41° 28′ 20″ N, 1° 55′ 41″ E / 41.472303°N,1.927955°E ca:C. Vistalegre, 32A                                     | bé cultural d'interès local                | Torre de l'Angel (Martorell)                          | Modifica les dades a Wikidata |
|        | ca l'Oller                                 | Martorell | casa                     | Estil: noucentisme 19th century                                              | 41° 28′ 28″ N, 1° 56′ 00″ E / 41.474323°N,1.93334°E ca:C. Cambreta, 1-3 - c. Pere Puig, 4 - c. Dalt, 1 66 msnm | bé cultural d'interès local                | Ca l'Oller (Martorell)                                | Modifica les dades a Wikidata |
|        | casa Betlla                                | Martorell | casa                     | Estil: arquitectura modernista                                               | 41° 28′ 29″ N, 1° 56′ 02″ E / 41.474694°N,1.933919°E ca:Carrer Pere Puig, 16                                   | bé integrant del patrimoni cultural català | Casa Betlla (Martorell)                               | Modifica les dades a Wikidata |
|        | casa Gausa                                 | Martorell | casa                     | Estil: arquitectura gòtica 14th century                                      | 41° 28′ 28″ N, 1° 55′ 54″ E / 41.474565°N,1.931794°E ca:C. Clavé, 8-10 62 msnm                                 | bé integrant del patrimoni cultural català | Casa Gausa                                            | Modifica les dades a Wikidata |
|        | casa Gralla                                | Martorell | casa                     |                                                                              | 41° 23′ 03″ N, 2° 10′ 26″ E / 41.384242564840555°N,2.1738290941948155°E                                        | bé integrant del patrimoni cultural català |                                                       | Modifica les dades a Wikidata |
|        | casa Mestres                               | Martorell | casa                     | Estil: noucentisme 19th century                                              | 41° 28′ 25″ N, 1° 55′ 40″ E / 41.473567°N,1.927708°E ca:Carrer del Mur, 2                                      | bé cultural d'interès local                | Casa Mestres (Martorell)                              | Modifica les dades a Wikidata |
|        | casa Par                                   | Martorell | casa                     |                                                                              | 41° 28′ 28″ N, 1° 55′ 53″ E / 41.47457°N,1.931504°E ca:C. Josep Anselm Clavé, 2 61 msnm                        | bé cultural d'interès local                | Casa Par (Martorell)                                  | Modifica les dades a Wikidata |
|        | casa al carrer Anselm Clavé, 30            | Martorell | casa                     | Estil: arquitectura eclèctica                                                | 41° 28′ 29″ N, 1° 55′ 56″ E / 41.474668°N,1.932276°E ca:C. Josep Anselm Clavé, 30                              | bé integrant del patrimoni cultural català | Casa al carrer Anselm Clavé, 30                       | Modifica les dades a Wikidata |
|        | casa al carrer Pere Puig, 78               | Martorell | casa                     | Estil: noucentisme 1937                                                      | 41° 28′ 28″ N, 1° 56′ 09″ E / 41.474493°N,1.935961°E ca:C. Pere Puig, 78                                       | bé integrant del patrimoni cultural català | Casa al carrer Pere Puig, 78                          | Modifica les dades a Wikidata |
|        | edifici a la plaça de la Vila, 13          | Martorell | casa                     | Estil: arquitectura eclèctica 20th century                                   | 41° 28′ 28″ N, 1° 55′ 48″ E / 41.474406°N,1.930052°E ca:Plaça de la Vila, 13                                   | bé integrant del patrimoni cultural català | Edifici a la plaça de la Vila, 13                     | Modifica les dades a Wikidata |
|        | edifici al carrer Anselm Clavé, 33         | Martorell | casa                     | Arquitecte: Pere Ros i Tort Estil: modernisme català 1910                    | 41° 28′ 29″ N, 1° 55′ 58″ E / 41.474624°N,1.93273°E ca:Carrer Anselm Clavé, 33                                 | bé integrant del patrimoni cultural català | Edifici al carrer Anselm Clavé, 33                    | Modifica les dades a Wikidata |
|        | edifici al carrer Montserrat, 12           | Martorell | casa                     | Estil: arquitectura eclèctica 19th century                                   | 41° 28′ 36″ N, 1° 55′ 29″ E / 41.476708°N,1.924634°E ca:C. Montserrat, 12 54 msnm                              | bé integrant del patrimoni cultural català | Edifici al carrer Montserrat, 12                      | Modifica les dades a Wikidata |
|        | edifici al carrer Mur, 120                 | Martorell | casa                     | Estil: arquitectura eclèctica 19th century                                   | 41° 28′ 26″ N, 1° 56′ 00″ E / 41.473801°N,1.933292°E ca:C.del Mur, 120                                         | bé integrant del patrimoni cultural català | Edifici al carrer Mur, 120                            | Modifica les dades a Wikidata |
|        | edifici al carrer Pedró, 16-16A            | Martorell | casa                     | Arquitecte: Josep Ros i Ros Estil: arquitectura modernista 1918              | 41° 28′ 38″ N, 1° 55′ 28″ E / 41.47714°N,1.92451°E ca:Carrer Pedró, 16-16A                                     | bé integrant del patrimoni cultural català | Casa Serra (Martorell)                                | Modifica les dades a Wikidata |
|        | edifici al carrer Pere Puig, 5             | Martorell | casa                     | Estil: arquitectura eclèctica 19th century                                   | 41° 28′ 29″ N, 1° 56′ 02″ E / 41.47472°N,1.933765°E ca:C. Pere Puig, 5 58 msnm                                 | bé integrant del patrimoni cultural català | Edifici al carrer Pere Puig, 5                        | Modifica les dades a Wikidata |
|        | edifici al carrer Sant Josep, 27           | Martorell | casa                     | Estil: arquitectura eclèctica 19th century                                   | 41° 28′ 20″ N, 1° 55′ 37″ E / 41.472177°N,1.926892°E ca:C. Sant Josep, 27                                      | bé integrant del patrimoni cultural català | Edifici al carrer Sant Josep, 27                      | Modifica les dades a Wikidata |
|        | habitatge a la plaça de la Vila, 37        | Martorell | casa                     | Estil: arquitectura eclèctica 19th century                                   | 41° 28′ 29″ N, 1° 55′ 52″ E / 41.4746°N,1.931045°E ca:Plaça de la Vila, 37                                     | bé integrant del patrimoni cultural català | Habitatge a la plaça de la Vila, 37                   | Modifica les dades a Wikidata |
|        | habitatge al carrer Francesc Santacana, 16 | Martorell | casa                     | Estil: arquitectura popular 19th century                                     | 41° 28′ 27″ N, 1° 55′ 41″ E / 41.474182°N,1.928007°E ca:C. Francesc Santacana, 16                              | bé integrant del patrimoni cultural català | Habitatge al carrer Francesc Santacana, 16            | Modifica les dades a Wikidata |
|        | habitatge al carrer Francesc Santacana, 23 | Martorell | casa                     | Arquitecte: Antoni de Facerias i Marimon Estil: arquitectura modernista 1914 | 41° 28′ 28″ N, 1° 55′ 44″ E / 41.474322°N,1.928776°E ca:Carrer Francesc Santacana, 23                          | bé integrant del patrimoni cultural català | Habitatge al carrer Francesc Santacana, 23            | Modifica les dades a Wikidata |
|        | habitatge al carrer Francesc Santacana, 8  | Martorell | casa                     | Estil: modernisme català 19th century                                        | 41° 28′ 27″ N, 1° 55′ 39″ E / 41.474136°N,1.927581°E ca:Carrer Francesc Santacana, 8 51 msnm                   | bé integrant del patrimoni cultural català | Habitatge al carrer Francesc Santacana, 8 (Martorell) | Modifica les dades a Wikidata |
|        | habitatge al carrer Lloselles, 2           | Martorell | casa                     | Estil: arquitectura modernista Estat: enderrocat o destruït                  | 41° 28′ 26″ N, 1° 55′ 39″ E / 41.473813°N,1.927556°E ca:Carrer Lloselles, 2                                    | bé integrant del patrimoni cultural català |                                                       | Modifica les dades a Wikidata |
|        | habitatge al carrer Lloselles, 71          | Martorell | casa                     | Estil: arquitectura popular 19th century Estat: enderrocat o destruït        | 41° 28′ 27″ N, 1° 55′ 50″ E / 41.474102°N,1.930549°E ca:C. Lloselles, 71 (enderrocat) 63 msnm                  | bé integrant del patrimoni cultural català | Habitatge al carrer Lloselles, 71                     | Modifica les dades a Wikidata |
|        | habitatge al carrer Mur, 34                | Martorell | casa                     | Estil: noucentisme 19th century                                              | 41° 28′ 25″ N, 1° 55′ 46″ E / 41.473641°N,1.929546°E ca:C. Mur, 34 61 msnm                                     | bé cultural d'interès local                | Habitatge al carrer Mur, 34 (Martorell)               | Modifica les dades a Wikidata |
|        | habitatge al carrer Pere Puig, 37          | Martorell | casa                     | Estil: arquitectura popular 17th century                                     | 41° 28′ 29″ N, 1° 56′ 05″ E / 41.474832°N,1.934606°E ca:C. Pere Puig, 37 60 msnm                               | bé integrant del patrimoni cultural català | Habitatge al carrer Pere Puig, 37                     | Modifica les dades a Wikidata |
|        | habitatge al carrer Pere Puig, 44          | Martorell | casa                     | 1886                                                                         | 41° 28′ 29″ N, 1° 56′ 06″ E / 41.474733°N,1.934929°E ca:C. Pere Puig, 44                                       | bé integrant del patrimoni cultural català | Habitatge al carrer Pere Puig, 44                     | Modifica les dades a Wikidata |
|        | habitatge al carrer Sant Joan 21           | Martorell | casa                     | 20th century                                                                 | 41° 28′ 41″ N, 1° 55′ 36″ E / 41.47802°N,1.92669°E ca:C. Sant Joan, 21                                         |                                            |                                                       | Modifica les dades a Wikidata |
|        | habitatge al carrer Vistalegre, 32A        | Martorell | casa                     | Estil: arquitectura eclèctica 19th century                                   | 41° 28′ 20″ N, 1° 55′ 40″ E / 41.472252°N,1.927866°E ca:C. Vistalegre, 32A 73 msnm                             | bé integrant del patrimoni cultural català | Habitatge al carrer Vistalegre, 32A                   | Modifica les dades a Wikidata |
|        | habitatge de la carretera de Piera 14      | Martorell | casa                     | 20th century                                                                 | 41° 28′ 42″ N, 1° 55′ 15″ E / 41.47821°N,1.92091°E ca:Carretera de Piera, 14                                   |                                            |                                                       | Modifica les dades a Wikidata |
|        | habitatge de la carretera de Piera 15      | Martorell | casa                     | 20th century                                                                 | 41° 28′ 41″ N, 1° 55′ 17″ E / 41.4781°N,1.92151°E ca:Carretera de Piera, 15                                    |                                            |                                                       | Modifica les dades a Wikidata |
|        | habitatge de la plaça de la Vila, 35       | Martorell | casa                     | Estil: arquitectura popular 19th century                                     | 41° 28′ 28″ N, 1° 55′ 51″ E / 41.474565°N,1.930941°E ca:Plaça de la Vila, 35                                   | bé integrant del patrimoni cultural català | Habitatge de la plaça de la Vila, 35                  | Modifica les dades a Wikidata |
|        | habitatges de la Colònia Can Bros          | Can Bros  | casa                     | Estil: arquitectura popular 19th century                                     | 41° 29′ 50″ N, 1° 55′ 17″ E / 41.497097°N,1.921523°E ca:C. Elies, C. Fontdevila Prat i Plaça del Llobregat     | bé integrant del patrimoni cultural català |                                                       | Modifica les dades a Wikidata |

## castell
| imatge | Nom                           | Ubicat a  | instància de             | Detalls                      | coordenades                                                                                                   | Protecció                                            | Commons (més fotos)    | Dades a WD                    |
| ------ | ----------------------------- | --------- | ------------------------ | ---------------------------- | --- | ---------------------------------------------------- | ---------------------- | ----------------------------- |
|        | Castell de Rocafort           | Martorell | castell                  |                              | 41° 27′ 55″ N, 1° 55′ 24″ E / 41.465278°N,1.923333°E ca:Accés des del km 1 de la carretera de Gelida 193 msnm | bé d'interès cultural bé cultural d'interès nacional | Sant Genís de Rocafort | Modifica les dades a Wikidata |
|        | Castell de Rosanes del Peiret | Martorell | castell edifici històric | Estil: arquitectura romànica | 41° 27′ 57″ N, 1° 55′ 50″ E / 41.4657714442632°N,1.93069239878076°E ca:Turó del Peiret 252 msnm               | bé d'interès cultural bé cultural d'interès nacional | Castell de Rosanes     | Modifica les dades a Wikidata |

## creu de terme
| imatge | Nom                         | Ubicat a  | instància de  | Detalls                                  | coordenades                                                                                       | Protecció                                  | Commons (més fotos)                     | Dades a WD                    |
| ------ | --------------------------- | --------- | ------------- | ---------------------------------------- | ------------------------------------------------------------------------------------------------- | ------------------------------------------ | --------------------------------------- | ----------------------------- |
|        | creu de la plaça de la Creu | Martorell | creu de terme | Estil: arquitectura eclèctica 2000       | 41° 28′ 29″ N, 1° 56′ 09″ E / 41.474696°N,1.935856°E ca:Plaça de la Creu                          | bé integrant del patrimoni cultural català | Creu de la plaça de la Creu (Martorell) | Modifica les dades a Wikidata |
|        | creu dels Caputxins         | Martorell | creu de terme | Estil: arquitectura popular 20th century | 41° 28′ 23″ N, 1° 55′ 54″ E / 41.473122°N,1.931745°E ca:C. del Caputxins - av. Vicenç Ros 80 msnm | bé integrant del patrimoni cultural català | Creu dels Caputxins                     | Modifica les dades a Wikidata |

## curs d'aigua
| imatge | Nom                    | Ubicat a                                | instància de | Detalls                                        | coordenades                                            | Protecció | Commons (més fotos) | Dades a WD                    |
| ------ | ---------------------- | --------------------------------------- | ------------ | ---------------------------------------------- | ------------------------------------------------------ | --------- | ------------------- | ----------------------------- |
|        | Anoia                  | Anoia Baix Llobregat Alt Penedès        | curs d'aigua | Desemboca: Llobregat Llarg: 64km Conca: 929km² | 41° 28′ 43″ N, 1° 56′ 06″ E / 41.4785217°N,1.9351196°E |           | Anoia River         | Modifica les dades a Wikidata |
|        | torrent de Can Noguera | Abrera Sant Esteve Sesrovires Martorell | curs d'aigua | Desemboca: Llobregat Llarg: 5.5km              | 41° 30′ 27″ N, 1° 52′ 07″ E / 41.5074°N,1.8687°E       |           |                     | Modifica les dades a Wikidata |

## edifici
| imatge | Nom                                                      | Ubicat a  | instància de            | Detalls                                                         | coordenades | Protecció                                            | Commons (més fotos)                  | Dades a WD                    |
| ------ | -------------------------------------------------------- | --------- | ----------------------- | --------------------------------------------------------------- | --- | ---------------------------------------------------- | ------------------------------------ | ----------------------------- |
|        | Antic hostal de Congost                                  | Martorell | edifici                 | 1865                                                            | 41° 28′ 08″ N, 1° 56′ 29″ E / 41.46884°N,1.9415°E ca:Carretera N-lla Km 590,5                                  |                                                      |                                      | Modifica les dades a Wikidata |
|        | Ateneu de Martorell                                      | Martorell | edifici                 | Arquitecte: Josep Ros i Ros Estil: noucentisme 1930             | 41° 28′ 40″ N, 1° 55′ 36″ E / 41.477797°N,1.926623°E ca:Gomis, 10                                              | bé cultural d'interès local                          | Ateneu de Martorell                  | Modifica les dades a Wikidata |
|        | Banc Central                                             | Martorell | edifici                 | Estil: arquitectura eclèctica 19th century                      | 41° 28′ 29″ N, 1° 55′ 53″ E / 41.474668°N,1.931332°E ca:Pl. de la Vila, 45 61 msnm                             | bé integrant del patrimoni cultural català           | Banc Central (Martorell)             | Modifica les dades a Wikidata |
|        | Cafè El Progrés                                          | Martorell | edifici                 | Arquitecte: Josep Ros i Ros Estil: noucentisme 1928             | 41° 28′ 26″ N, 1° 55′ 52″ E / 41.473755°N,1.931048°E ca:Carrer del Mur, 64 70 msnm                             | bé cultural d'interès local                          | Cafè del Progrés                     | Modifica les dades a Wikidata |
|        | Cal Baviera                                              | Martorell | edifici                 | Arquitecte: Josep Ros i Ros Estil: arquitectura modernista 1925 | 41° 28′ 42″ N, 1° 55′ 40″ E / 41.478257°N,1.927725°E ca:Carrer d'en Gomis, 29                                  | bé cultural d'interès local                          | Cal Baviera (Martorell)              | Modifica les dades a Wikidata |
|        | Centre Cultural de Martorell                             | Martorell | edifici centre cultural | 1995                                                            | 41° 28′ 25″ N, 1° 54′ 56″ E / 41.47369075195791°N,1.9156551361083984°E ca:Plaça de les Cultures s/n            |                                                      |                                      | Modifica les dades a Wikidata |
|        | Col·legi de la Mercè                                     | Martorell | edifici                 | Estil: arquitectura eclèctica 1888                              | 41° 28′ 25″ N, 1° 55′ 47″ E / 41.473708333333°N,1.9298555555556°E ca:Carrer del Mur, 36-40 63 msnm             | bé integrant del patrimoni cultural català           | Col·legi de la Mercè (Martorell)     | Modifica les dades a Wikidata |
|        | Edifici El Progrés                                       | Martorell | edifici                 | Estil: arquitectura eclèctica 1916                              | 41° 28′ 28″ N, 1° 55′ 49″ E / 41.474442°N,1.930289°E ca:Plaça de la Vila, 19                                   | bé cultural d'interès local                          | Edifici El Progrés (Martorell)       | Modifica les dades a Wikidata |
|        | Ermitoris i restes d'un poblat medieval al Pou del Merli | Martorell | edifici                 | Estil: art preromànic                                           | 41° 28′ 23″ N, 1° 53′ 57″ E / 41.4730137°N,1.8991166°E                                                         | bé integrant del patrimoni cultural català           |                                      | Modifica les dades a Wikidata |
|        | Fuerza y Alumbrado SA                                    | Martorell | edifici                 | Estil: arquitectura modernista 20th century                     | 41° 28′ 35″ N, 1° 55′ 26″ E / 41.476446°N,1.923921°E 57 msnm                                                   |                                                      | Fuerza y Alumbrado SA                | Modifica les dades a Wikidata |
|        | Fàbrica Fontdevila i Torres                              | Can Bros  | edifici                 | Estil: arquitectura popular 19th century                        | 41° 29′ 50″ N, 1° 55′ 19″ E / 41.497283°N,1.921992°E ca:C. Fontdevila Prat, s/n                                | bé integrant del patrimoni cultural català           |                                      | Modifica les dades a Wikidata |
|        | Hidroelèctrica del Segre                                 | Martorell | edifici                 | 1933                                                            | 41° 28′ 38″ N, 1° 55′ 22″ E / 41.47709°N,1.92288°E ca:Plaça Maria Canela, s/n, Passatge Central Elèctrica, s/n |                                                      |                                      | Modifica les dades a Wikidata |
|        | Hospital de Sant Joan                                    | Martorell | edifici                 | Estil: arquitectura gòtica arquitectura popular                 | 41° 28′ 18″ N, 1° 55′ 13″ E / 41.471730555556°N,1.9202388888889°E 78 msnm                                      |                                                      | Hospital de Sant Joan (Martorell)    | Modifica les dades a Wikidata |
|        | Hostal de Sant Antoni (Martorell)                        | Martorell | edifici                 | Estil: arquitectura popular 18th century                        | ca:Montserrat                                                                                                  | bé integrant del patrimoni cultural català           |                                      | Modifica les dades a Wikidata |
|        | Mina de Roques Tortes                                    | Martorell | edifici                 | Estil: arquitectura popular                                     | | bé integrant del patrimoni cultural català           |                                      | Modifica les dades a Wikidata |
|        | Refugi antiaeri de la plaça de la Vila                   | Martorell | edifici                 | 1938                                                            | 41° 28′ 28″ N, 1° 55′ 50″ E / 41.474396°N,1.930461°E ca:Plaça de la Vila                                       | bé cultural d'interès local                          |                                      | Modifica les dades a Wikidata |
|        | Torre Canals                                             | Martorell | edifici                 | 20th century                                                    | 41° 28′ 42″ N, 1° 55′ 17″ E / 41.47841°N,1.92137°E ca:Carretera de Piera, 10                                   |                                                      |                                      | Modifica les dades a Wikidata |
|        | Villa Maria                                              | Martorell | edifici                 | 1930                                                            | 41° 28′ 41″ N, 1° 55′ 13″ E / 41.47808°N,1.92037°E ca:Carretera de Piera, 22                                   |                                                      |                                      | Modifica les dades a Wikidata |
|        | antiga Escola Montserrat                                 | Martorell | edifici                 | Arquitecte: Josep Lluís Sert i López 1935                       | 41° 28′ 38″ N, 1° 55′ 25″ E / 41.477121°N,1.923546°E ca:Pl. Maria Canela 60 msnm                               | bé cultural d'interès local                          | Antiga Escola Montserrat (Martorell) | Modifica les dades a Wikidata |
|        | col·legi Els Convents                                    | Martorell | edifici                 | Arquitecte: Josep Lluís Sert i López 20th century               | 41° 28′ 22″ N, 1° 55′ 52″ E / 41.472791°N,1.931197°E ca:Av. Vicenç Ros, 2 89 msnm                              | bé cultural d'interès local                          | Col·legi Els Convents                | Modifica les dades a Wikidata |
|        | edifici al carrer Mur, 38                                | Martorell | edifici                 | Estil: arquitectura popular                                     | 41° 28′ 25″ N, 1° 55′ 48″ E / 41.473723°N,1.929965°E                                                           | bé integrant del patrimoni cultural català           | Col·legi de la Mercè (Martorell)     | Modifica les dades a Wikidata |
|        | edifici al carrer Revall, 14                             | Martorell | edifici                 | Estil: arquitectura modernista                                  | 41° 28′ 30″ N, 1° 55′ 56″ E / 41.475064°N,1.932274°E ca:Carrer del Revall, 14                                  | bé integrant del patrimoni cultural català           | Antiga Central elèctrica (Martorell) | Modifica les dades a Wikidata |
|        | edifici al carrer de la Rutlla 30                        | Martorell | edifici                 | 20th century                                                    | 41° 28′ 26″ N, 1° 56′ 10″ E / 41.47385°N,1.93606°E ca:C.de la Rutlla, 30 / C. de Dalt                          |                                                      |                                      | Modifica les dades a Wikidata |
|        | edifici al carrer del Mur, 40                            | Martorell | edifici                 | Estil: arquitectura eclèctica                                   | 41° 28′ 25″ N, 1° 55′ 48″ E / 41.473727°N,1.930079°E                                                           | bé integrant del patrimoni cultural català           | Edifici al carrer del Mur, 40        | Modifica les dades a Wikidata |
|        | edifici de La Caixa                                      | Martorell | edifici                 | Estil: academicisme 1957                                        | 41° 28′ 25″ N, 1° 55′ 37″ E / 41.473734°N,1.927048°E ca:Plaça Portal d'Anoia, 1                                | bé integrant del patrimoni cultural català           | Edifici de La Caixa (Martorell)      | Modifica les dades a Wikidata |
|        | el Quarter                                               | Martorell | edifici                 | Estil: arquitectura popular 2008                                | 41° 28′ 30″ N, 1° 56′ 11″ E / 41.475002°N,1.9365°E ca:Passeig del Quarter, 9                                   | bé cultural d'interès local                          | El Quarter (Martorell)               | Modifica les dades a Wikidata |
|        | el Seny de les Hores                                     | Martorell | edifici                 | Estil: arquitectura popular                                     | 41° 28′ 29″ N, 1° 55′ 53″ E / 41.474681°N,1.931378°E ca:Plaça de la Vila / Anselm Clavé                        | bé d'interès cultural bé cultural d'interès nacional | Seny de les Hores                    | Modifica les dades a Wikidata |
|        | la Industrial del Gelat                                  | Martorell | edifici                 | Estil: arquitectura modernista Estat: enderrocat o destruït     | 41° 28′ 40″ N, 1° 55′ 31″ E / 41.47775°N,1.925375°E ca:C. Pedró, 4 (enderrocat) 64 msnm                        | bé integrant del patrimoni cultural català           | La Industrial del Gelat              | Modifica les dades a Wikidata |

## edifici industrial
| imatge | Nom                                     | Ubicat a  | instància de                          | Detalls                         | coordenades | Protecció | Commons (més fotos) | Dades a WD                    |
| ------ | --------------------------------------- | --------- | ------------------------------------- | ------------------------------- | --- | --------- | ------------------- | ----------------------------- |
|        | Fábrica de Harinas Vicente Ros SA       | Martorell | edifici industrial edifici            | 1926                            | 41° 28′ 45″ N, 1° 55′ 28″ E / 41.47906494140625°N,1.924538016319275°E 41° 28′ 44″ N, 1° 55′ 29″ E / 41.479°N,1.92463°E ca:Carretera de Piera, 2 |           |                     | Modifica les dades a Wikidata |
|        | Sindicat Vitícola Comarcal de Martorell | Martorell | edifici industrial conjunt d'edificis | Estil: noucentisme 20th century | 41° 28′ 43″ N, 1° 55′ 26″ E / 41.47854232788086°N,1.9237769842147827°E 41° 28′ 43″ N, 1° 55′ 26″ E / 41.47857°N,1.92383°E ca:Crtra. de Piera    |           |                     | Modifica les dades a Wikidata |

## edifici residencial
| imatge | Nom          | Ubicat a  | instància de             | Detalls                                                   | coordenades | Protecció | Commons (més fotos) | Dades a WD                    |
| ------ | ------------ | --------- | ------------------------ | --------------------------------------------------------- | --- | --------- | ------------------- | ----------------------------- |
|        | Cal Garrapet | Martorell | edifici residencial      | Estil: modernisme català                                  | 41° 28′ 29″ N, 1° 55′ 57″ E / 41.4747314453125°N,1.9325979948043823°E ca:Carrer Anselm Clavé, 33                                                          |           |                     | Modifica les dades a Wikidata |
|        | Cal Montal   | Martorell | edifici residencial casa | Arquitecte: Josep Ros i Ros Estil: modernisme català 1917 | 41° 28′ 38″ N, 1° 55′ 28″ E / 41.47709274291992°N,1.924360990524292°E 41° 28′ 37″ N, 1° 55′ 28″ E / 41.47703°N,1.92435°E ca:Pedró, 31 ca:C. del Pedró, 31 |           |                     | Modifica les dades a Wikidata |

## entitat singular de població
| imatge | Nom           | Ubicat a  | instància de                                                                   | Detalls                                         | coordenades                                                                          | Protecció                   | Commons (més fotos)  | Dades a WD                    |
| ------ | ------------- | --------- | ------------------------------------------------------------------------------ | ----------------------------------------------- | ------------------------------------------------------------------------------------ | --------------------------- | -------------------- | ----------------------------- |
|        | Can Bros      | Martorell | entitat singular de població colònia industrial                                | Estil: arquitectura popular 19th century 37 hab | 41° 29′ 51″ N, 1° 55′ 16″ E / 41.4976°N,1.92118°E ca:C. Fontdevila Prat, s/n 61 msnm | bé cultural d'interès local | Can Bros (Martorell) | Modifica les dades a Wikidata |
|        | Martorell     | Martorell | entitat singular de població capital municipal ens local històric de Catalunya | 28312 hab                                       | 41° 28′ 26″ N, 1° 55′ 50″ E / 41.47402°N,1.93062°E 79 msnm                           |                             |                      | Modifica les dades a Wikidata |
|        | Pou del Merli | Martorell | entitat singular de població                                                   | 129 hab                                         | 41° 28′ 29″ N, 1° 54′ 06″ E / 41.4745864668076°N,1.90168429870877°E 130 msnm         |                             |                      | Modifica les dades a Wikidata |
|        | Sant Genís    | Martorell | entitat singular de població                                                   | 5 hab                                           | 41° 27′ 56″ N, 1° 55′ 24″ E / 41.46544978°N,1.92327365°E 201 msnm                    |                             |                      | Modifica les dades a Wikidata |

## església
| imatge | Nom                                                   | Ubicat a  | instància de              | Detalls                                   | coordenades                                                                                                | Protecció                                                              | Commons (més fotos)                                   | Dades a WD                    |
| ------ | ----------------------------------------------------- | --------- | ------------------------- | ----------------------------------------- | --- | ---------------------------------------------------------------------- | ----------------------------------------------------- | ----------------------------- |
|        | Sant Bartomeu                                         | Martorell | església capella          | Estat: ruïnós                             | 41° 28′ 31″ N, 1° 56′ 12″ E / 41.4752946278172°N,1.93678765634529°E                                        |                                                                        | Ermita i Fossar de Sant Bartomeu (Martorell)          | Modifica les dades a Wikidata |
|        | Sant Genís de Rocafort                                | Martorell | església                  | Estil: arquitectura romànica 11st century | 41° 27′ 55″ N, 1° 55′ 24″ E / 41.46540556°N,1.92336111°E ca:Accés des del km 1 de la carretera de Gelida   |                                                                        | Sant Genís de Rocafort                                | Modifica les dades a Wikidata |
|        | Sant Joan de Martorell                                | Martorell | església                  | Estil: arquitectura gòtica                | 41° 28′ 29″ N, 1° 56′ 07″ E / 41.474782°N,1.935183°E ca:C. Pere Puig, 61                                   | bé cultural d'interès local                                            | Hospital de Sant Joan (Martorell)                     | Modifica les dades a Wikidata |
|        | Santa Margarida de Martorell                          | Martorell | església necròpolis casa  |                                           | 41° 28′ 03″ N, 1° 55′ 01″ E / 41.46763333°N,1.91703333°E ca:Camí del Cementiri, s/n                        | bé integrant del patrimoni cultural català bé cultural d'interès local | Santa Margarida de Martorell                          | Modifica les dades a Wikidata |
|        | Santa Margarida del priorat de Sant Genís de Rocafort | Martorell | església                  | Estil: arquitectura romànica              | 41° 28′ 03″ N, 1° 55′ 01″ E / 41.467575°N,1.917079°E                                                       | bé integrant del patrimoni cultural català                             | Santa Margarida del Priorat de Sant Genís de Rocafort | Modifica les dades a Wikidata |
|        | Santa Maria de Martorell                              | Martorell | església                  | Estil: academicisme                       | 41° 28′ 29″ N, 1° 55′ 41″ E / 41.474585°N,1.927973°E ca:Plaça de l'Església, 2                             | bé cultural d'interès local                                            | Santa Maria de Martorell                              | Modifica les dades a Wikidata |
|        | capella de Sant Joan                                  | Martorell | església edifici religiós | Estil: arquitectura romànica              | 41° 28′ 29″ N, 1° 56′ 04″ E / 41.47480773925781°N,1.9343980550765991°E ca:Carrer de Pere Puig (carrer Nou) |                                                                        |                                                       | Modifica les dades a Wikidata |
|        | església de Can Bros                                  | Can Bros  | església                  | Estil: historicisme arquitectònic         | 41° 29′ 48″ N, 1° 55′ 17″ E / 41.49664°N,1.921465°E                                                        | bé cultural d'interès local                                            | Església de Can Bros (Martorell)                      | Modifica les dades a Wikidata |

## estació de ferrocarril
| imatge | Nom                          | Ubicat a  | instància de                   | Detalls | coordenades                                                                  | Protecció | Commons (més fotos)            | Dades a WD                    |
| ------ | ---------------------------- | --------- | ------------------------------ | ------- | ---------------------------------------------------------------------------- | --------- | ------------------------------ | ----------------------------- |
|        | Estació de Martorell         | Martorell | estació de ferrocarril edifici |         | 41° 28′ 44″ N, 1° 55′ 35″ E / 41.478833333333334°N,1.92625°E ca:C. Comerç, 2 |           | Martorell train station        | Modifica les dades a Wikidata |
|        | Estació de Martorell Central | Martorell | estació de ferrocarril         |         |                                                                              |           |                                | Modifica les dades a Wikidata |
|        | Estació de Martorell-Enllaç  | Martorell | estació de ferrocarril edifici |         | 41° 29′ 02″ N, 1° 55′ 08″ E / 41.483833333333°N,1.9189722222222°E            |           | Martorell-Enllaç train station | Modifica les dades a Wikidata |

## font
| imatge | Nom                          | Ubicat a  | instància de                   | Detalls      | coordenades                                                                                               | Protecció | Commons (més fotos)     | Dades a WD                    |
| ------ | ---------------------------- | --------- | ------------------------------ | ------------ | --- | --------- | ----------------------- | ----------------------------- |
|        | Font Nova de Can Cases       | Martorell | font                           | 1988         | 41° 29′ 08″ N, 1° 54′ 19″ E / 41.48565°N,1.9054°E ca:Parc Forestal de Can Cases                           |           |                         | Modifica les dades a Wikidata |
|        | Font Tancada                 | Martorell | font                           | 20th century | 41° 27′ 56″ N, 1° 55′ 00″ E / 41.46549°N,1.91671°E ca:Carretera de Sant Genís de Rocafort, s/n 85 msnm    |           | Font Tancada            | Modifica les dades a Wikidata |
|        | font de Can Cases            | Martorell | font                           | 20th century | 41° 29′ 08″ N, 1° 54′ 15″ E / 41.48564°N,1.90428°E ca:Parc Forestal de Can Cases                          |           |                         | Modifica les dades a Wikidata |
|        | font de Can Cases-2          | Martorell | font                           | 20th century | 41° 29′ 16″ N, 1° 54′ 03″ E / 41.48787°N,1.90094°E ca:Parc Forestal de Can Cases                          |           |                         | Modifica les dades a Wikidata |
|        | font de Can Pastallé         | Martorell | font                           | 18th century | 41° 27′ 57″ N, 1° 55′ 09″ E / 41.46583°N,1.9191°E ca:Carretera de San Genís de Rocafort, s/n 82 msnm      |           | Font de Can Pastallé    | Modifica les dades a Wikidata |
|        | font de Can Serra            | Martorell | font                           | 20th century | 41° 28′ 56″ N, 1° 55′ 04″ E / 41.48234°N,1.91787°E ca:El Pla - Torrent de Llops                           |           |                         | Modifica les dades a Wikidata |
|        | font de l'Hostal de la Boira | Martorell | font                           | 20th century | 41° 28′ 07″ N, 1° 56′ 27″ E / 41.46864°N,1.94085°E ca:Carretera N-IIa, Km 590,5                           |           |                         | Modifica les dades a Wikidata |
|        | font de la Guineu            | Martorell | font                           | 20th century | 41° 29′ 12″ N, 1° 53′ 48″ E / 41.48658°N,1.89667°E ca:La Creu - Parc Forestal de Can Cases                |           |                         | Modifica les dades a Wikidata |
|        | font de la Mina de Can Cases | Martorell | font                           | 20th century | 41° 29′ 09″ N, 1° 53′ 49″ E / 41.48583°N,1.89691°E ca:Torrent de Llops                                    |           |                         | Modifica les dades a Wikidata |
|        | font de la Mina de Plom      | Martorell | font                           | 20th century | 41° 28′ 01″ N, 1° 55′ 15″ E / 41.46697°N,1.92076°E ca:C. de Sant Genís 75 msnm                            |           | Font de la Mina de Plom | Modifica les dades a Wikidata |
|        | font de les Malaltes         | Martorell | font estructura arquitectònica |              | 41° 28′ 26″ N, 1° 56′ 16″ E / 41.473976135253906°N,1.9377399682998655°E ca:Passeig del Riu llobregat, s/n |           |                         | Modifica les dades a Wikidata |
|        | font del Congost             | Martorell | font                           | 20th century | 41° 28′ 10″ N, 1° 56′ 31″ E / 41.46948°N,1.94188°E ca:Carretera N-IIa, Km 590,50                          |           |                         | Modifica les dades a Wikidata |
|        | font del Gilet               | Martorell | font                           | 19th century | 41° 27′ 59″ N, 1° 55′ 27″ E / 41.46646°N,1.92424°E ca:Serra de l'Ataix 125 msnm                           |           | Font del Gilet          | Modifica les dades a Wikidata |
|        | font del Mamut               | Martorell | font                           | 1953         | 41° 29′ 08″ N, 1° 54′ 55″ E / 41.48561°N,1.91529°E ca:Carretera N-IIa, Km587,5                            |           |                         | Modifica les dades a Wikidata |
|        | font del Molí                | Martorell | font                           | 20th century | 41° 29′ 02″ N, 1° 54′ 29″ E / 41.48396°N,1.90796°E ca:Torrent de Llops                                    |           |                         | Modifica les dades a Wikidata |
|        | font del Mur                 | Martorell | font                           | 1957         | 41° 28′ 26″ N, 1° 55′ 58″ E / 41.47386°N,1.93266°E ca:C. del Mur, 104                                     |           |                         | Modifica les dades a Wikidata |
|        | font del Picot               | Martorell | font                           | 20th century | 41° 29′ 08″ N, 1° 54′ 18″ E / 41.48551°N,1.90495°E ca:La Creu - Parc Forestal de Can Cases                |           |                         | Modifica les dades a Wikidata |

## jardí públic
| imatge | Nom                           | Ubicat a  | instància de | Detalls      | coordenades                                                              | Protecció | Commons (més fotos) | Dades a WD                    |
| ------ | ----------------------------- | --------- | ------------ | ------------ | ------------------------------------------------------------------------ | --------- | ------------------- | ----------------------------- |
|        | Parc de l'Eudó                | Martorell | jardí públic | 1967         | 41° 28′ 29″ N, 1° 56′ 14″ E / 41.47466°N,1.93727°E ca:La Vila            |           |                     | Modifica les dades a Wikidata |
|        | Parc de la plaça de les Hores | Martorell | jardí públic | 20th century | 41° 28′ 28″ N, 1° 55′ 53″ E / 41.47456°N,1.93128°E ca:Plaça de les Hores |           |                     | Modifica les dades a Wikidata |

## masia
| imatge | Nom                | Ubicat a  | instància de | Detalls                                  | coordenades                                                                                                | Protecció                                  | Commons (més fotos)            | Dades a WD                    |
| ------ | ------------------ | --------- | ------------ | ---------------------------------------- | --- | ------------------------------------------ | ------------------------------ | ----------------------------- |
|        | Can Pasteller      | Martorell | masia        | Estil: arquitectura popular 17th century | 41° 27′ 58″ N, 1° 55′ 10″ E / 41.465997°N,1.91938°E ca:Sant Genís 80 msnm                                  | bé integrant del patrimoni cultural català | Can Pasteller                  | Modifica les dades a Wikidata |
|        | Can Pujol          | Martorell | masia        |                                          | 41° 29′ 14″ N, 1° 54′ 54″ E / 41.4872872993825°N,1.9150297829334°E                                         |                                            |                                | Modifica les dades a Wikidata |
|        | Can Santjoan       | Martorell | masia        | Estil: arquitectura popular 19th century | 41° 28′ 11″ N, 1° 55′ 06″ E / 41.4697184699149°N,1.91836457438626°E ca:Camí de Can Santjoan                |                                            |                                | Modifica les dades a Wikidata |
|        | Can Soteres        | Martorell | masia        |                                          | 41° 29′ 24″ N, 1° 54′ 48″ E / 41.4899475640539°N,1.91345204721148°E                                        |                                            |                                | Modifica les dades a Wikidata |
|        | Can Sunyolet       | Martorell | masia casa   | Estat: bon estat                         | 41° 28′ 04″ N, 1° 54′ 49″ E / 41.46777°N,1.9135°E ca:Camí de Can Sunyolet, s/n                             |                                            | Can Sunyolet                   | Modifica les dades a Wikidata |
|        | Casa Maria Canals  | Martorell | masia        | Estil: arquitectura popular 1976         | 41° 27′ 54″ N, 1° 55′ 08″ E / 41.4649943134687°N,1.91886220949667°E ca:Carretera de Sant Genís de Rocafort |                                            |                                | Modifica les dades a Wikidata |
|        | Casa Teresa        | Martorell | masia        | Estil: noucentisme 19th century          | 41° 28′ 28″ N, 1° 55′ 23″ E / 41.474509°N,1.923043°E ca:Av. Pau Claris, 11 56 msnm                         | bé cultural d'interès local                | Casa Teresa (Martorell)        | Modifica les dades a Wikidata |
|        | Torre de les Hores | Martorell | masia        | Estil: arquitectura neoclàssica 1888     | 41° 28′ 27″ N, 1° 55′ 53″ E / 41.474104°N,1.931485°E ca:Carrer del Mur                                     | bé cultural d'interès local                | Torre de les Hores (Martorell) | Modifica les dades a Wikidata |

## mobiliari urbà
| imatge | Nom                 | Ubicat a  | instància de                                      | Detalls      | coordenades | Protecció | Commons (més fotos) | Dades a WD                    |
| ------ | ------------------- | --------- | ------------------------------------------------- | ------------ | --- | --------- | ------------------- | ----------------------------- |
|        | Locomotora núm. 35  | Martorell | mobiliari urbà locomotora de vapor art de rotonda | 1902 2005    | 41° 29′ 01″ N, 1° 55′ 06″ E / 41.48353°N,1.91822°E ca:Rotonda entre l'Avinguda Comte de Llobregat i la Plaça Joan Serrats |           |                     | Modifica les dades a Wikidata |
|        | Màquina de tornejar | Martorell | mobiliari urbà                                    | 20th century | 41° 28′ 50″ N, 1° 55′ 26″ E / 41.48053°N,1.92396°E ca:Rotonda de Ca n'Oliveres                                            |           |                     | Modifica les dades a Wikidata |

## molí d'aigua
| imatge | Nom                        | Ubicat a  | instància de         | Detalls                                  | coordenades                                                                                | Protecció                   | Commons (més fotos)        | Dades a WD                    |
| ------ | -------------------------- | --------- | -------------------- | ---------------------------------------- | ------------------------------------------------------------------------------------------ | --------------------------- | -------------------------- | ----------------------------- |
|        | molí d'en Gomis            | Martorell | molí d'aigua         | Estil: arquitectura popular 17th century | 41° 28′ 39″ N, 1° 55′ 33″ E / 41.477568°N,1.925965°E ca:C. Gomis, Can Carreres 50 msnm     | bé cultural d'interès local | Molí d'en Gomis            | Modifica les dades a Wikidata |
|        | molí fariner del riu Anoia | Martorell | molí d'aigua edifici |                                          | 41° 28′ 16″ N, 1° 55′ 10″ E / 41.470974°N,1.919324°E ca:A l'esquerra del riu Anoia 59 msnm | bé cultural d'interès local | Molí fariner del riu Anoia | Modifica les dades a Wikidata |

## monument
| imatge | Nom                                                             | Ubicat a  | instància de | Detalls               | coordenades                                                                      | Protecció | Commons (més fotos)                                             | Dades a WD                    |
| ------ | --------------------------------------------------------------- | --------- | ------------ | --------------------- | -------------------------------------------------------------------------------- | --------- | --------------------------------------------------------------- | ----------------------------- |
|        | Monument a Joan Serrats                                         | Martorell | monument     | 1998                  | 41° 28′ 58″ N, 1° 55′ 03″ E / 41.48264°N,1.9176°E ca:Plaça Joan Serrats          |           |                                                                 | Modifica les dades a Wikidata |
|        | Monument a La Puntaire                                          | Martorell | monument     | 2006                  | 41° 28′ 37″ N, 1° 55′ 19″ E / 41.47701°N,1.92198°E ca:Plaça de les Puntaires s/n |           |                                                                 | Modifica les dades a Wikidata |
|        | Monument a Lluís Companys                                       | Martorell | monument     | 2000                  | 41° 28′ 50″ N, 1° 54′ 47″ E / 41.48063°N,1.91312°E ca:C. Lluís Companys          |           |                                                                 | Modifica les dades a Wikidata |
|        | Monument commemoratiu de Martorell Ciutat Pubilla de la Sardana | Martorell | monument     | 1993 Estat: bon estat | 41° 28′ 31″ N, 1° 55′ 10″ E / 41.47528°N,1.91948°E ca:Passeig Catalunya          |           | Monument commemoratiu de Martorell Ciutat Pubilla de la Sardana | Modifica les dades a Wikidata |

## obra escultòrica
| imatge | Nom                                          | Ubicat a  | instància de     | Detalls      | coordenades                                                                       | Protecció | Commons (més fotos) | Dades a WD                    |
| ------ | -------------------------------------------- | --------- | ---------------- | ------------ | --------------------------------------------------------------------------------- | --------- | ------------------- | ----------------------------- |
|        | Escultura 'Preservem el riu i el seu entorn' | Martorell | obra escultòrica | 20th century | 41° 28′ 29″ N, 1° 56′ 13″ E / 41.47471°N,1.93687°E ca:Jardins del Pont del Diable |           |                     | Modifica les dades a Wikidata |
|        | Escultura de les Inundacions de 1971         | Martorell | obra escultòrica | 1971         | 41° 28′ 29″ N, 1° 56′ 14″ E / 41.47463°N,1.93723°E ca:Jardins del Pont del diable |           |                     | Modifica les dades a Wikidata |

## passeig
| imatge | Nom                 | Ubicat a  | instància de               | Detalls      | coordenades                                                                          | Protecció | Commons (més fotos) | Dades a WD                    |
| ------ | ------------------- | --------- | -------------------------- | ------------ | ------------------------------------------------------------------------------------ | --------- | ------------------- | ----------------------------- |
|        | passeig del Quarter | Martorell | passeig conjunt d'edificis | 20th century | 41° 28′ 30″ N, 1° 56′ 11″ E / 41.47487°N,1.93644°E ca:Passeig del Quarter            |           |                     | Modifica les dades a Wikidata |
|        | passeig del Riu     | Martorell | passeig                    | 20th century | 41° 28′ 26″ N, 1° 56′ 16″ E / 41.47393°N,1.93779°E ca:Passeig del Riu llobregat, s/n |           |                     | Modifica les dades a Wikidata |

## pedrera
| imatge | Nom                                     | Ubicat a  | instància de | Detalls | coordenades                                                         | Protecció | Commons (més fotos) | Dades a WD                    |
| ------ | --------------------------------------- | --------- | ------------ | ------- | ------------------------------------------------------------------- | --------- | ------------------- | ----------------------------- |
|        | Antiga Pedrera de les Roques de Tamariu | Martorell | pedrera      |         | 41° 27′ 50″ N, 1° 55′ 18″ E / 41.4638497319569°N,1.92167127447247°E |           |                     | Modifica les dades a Wikidata |
|        | Pedrera Sant Genís de Rocafort          | Martorell | pedrera      |         | 41° 27′ 32″ N, 1° 54′ 52″ E / 41.4589457697715°N,1.91454443279663°E |           |                     | Modifica les dades a Wikidata |

## placa commemorativa
| imatge | Nom                                                   | Ubicat a  | instància de                       | Detalls                         | coordenades                                                                                         | Protecció | Commons (més fotos) | Dades a WD                    |
| ------ | ----------------------------------------------------- | --------- | ---------------------------------- | ------------------------------- | --------------------------------------------------------------------------------------------------- | --------- | ------------------- | ----------------------------- |
|        | Placa Martorell Ciutat Pubilla de la Sardana          | Martorell | placa commemorativa mobiliari urbà | 1993                            | 41° 28′ 28″ N, 1° 55′ 51″ E / 41.47439°N,1.93078°E ca:Ajuntament de Martorell. Plaça de la Vila, 46 |           |                     | Modifica les dades a Wikidata |
|        | Placa al Noi i Xic de la Barraqueta                   | Martorell | placa commemorativa mobiliari urbà | 1995                            | 41° 28′ 29″ N, 1° 55′ 59″ E / 41.47467°N,1.93292°E ca:C. Anselm Clavé, 45                           |           |                     | Modifica les dades a Wikidata |
|        | Placa commemorativa a les víctimes del bombardeig     | Martorell | placa commemorativa mobiliari urbà | 2005                            | 41° 28′ 28″ N, 1° 55′ 50″ E / 41.47441°N,1.93055°E ca:Plaça de la Vila                              |           |                     | Modifica les dades a Wikidata |
|        | Placa commemorativa de Martorell, carrer de Barcelona | Martorell | placa commemorativa mobiliari urbà | 1999                            | 41° 28′ 29″ N, 1° 56′ 10″ E / 41.47463°N,1.936°E ca:Plaça de la Creu, 6                             |           |                     | Modifica les dades a Wikidata |
|        | Placa commemorativa de l'Esbart Dansaire              | Martorell | placa commemorativa mobiliari urbà | 1996                            | 41° 28′ 28″ N, 1° 55′ 49″ E / 41.47444°N,1.93027°E ca:Plaça de la Vila, 19                          |           |                     | Modifica les dades a Wikidata |
|        | Placa d'homenatge Cobla Orquestra Planas              | Martorell | placa commemorativa mobiliari urbà | 1993                            | 41° 28′ 28″ N, 1° 55′ 50″ E / 41.47451°N,1.93067°E ca:Plaça de la Vila, 27-29                       |           |                     | Modifica les dades a Wikidata |
|        | Placa d'homenatge a Joan Cererols                     | Martorell | placa commemorativa mobiliari urbà | 1980                            | 41° 28′ 51″ N, 1° 55′ 01″ E / 41.48088°N,1.91701°E ca:Carrer del compositor Joan Cererols, 13       |           |                     | Modifica les dades a Wikidata |
|        | Placa d'homenatge a Josep Anselm Clavé                | Martorell | placa commemorativa mobiliari urbà | 1924                            | 41° 28′ 29″ N, 1° 55′ 53″ E / 41.47459°N,1.93145°E ca:C. Josep Anselm Clavé                         |           |                     | Modifica les dades a Wikidata |
|        | Placa de l'ermita i fossar Sant Bartomeu              | Martorell | placa commemorativa mobiliari urbà | 1996                            | 41° 28′ 30″ N, 1° 56′ 13″ E / 41.47503°N,1.9369°E ca:Jardins del Pont del Diable                    |           |                     | Modifica les dades a Wikidata |
|        | Placa del Pont del Diable                             | Martorell | placa commemorativa                | 1934 Dedicat a: pont del Diable | 41° 28′ 30″ N, 1° 56′ 13″ E / 41.47493°N,1.93682°E ca:Accés al Pont del Diable                      |           |                     | Modifica les dades a Wikidata |

## polígon industrial
| imatge | Nom                                          | Ubicat a  | instància de       | Detalls | coordenades                                                         | Protecció | Commons (més fotos) | Dades a WD                    |
| ------ | -------------------------------------------- | --------- | ------------------ | ------- | ------------------------------------------------------------------- | --------- | ------------------- | ----------------------------- |
|        | Polígon industrial de Can Cases i Can Sunyol | Martorell | polígon industrial |         | 41° 29′ 38″ N, 1° 54′ 50″ E / 41.4937786678533°N,1.91377137983101°E |           |                     | Modifica les dades a Wikidata |
|        | Polígon industrial de la Torre               | Martorell | polígon industrial |         | 41° 28′ 53″ N, 1° 55′ 31″ E / 41.4815200522171°N,1.92530705700394°E |           |                     | Modifica les dades a Wikidata |
|        | Polígon industrial del Congost               | Martorell | polígon industrial |         | 41° 27′ 52″ N, 1° 56′ 59″ E / 41.464551358571°N,1.94979996772354°E  |           |                     | Modifica les dades a Wikidata |
|        | Solvay                                       | Martorell | polígon industrial |         | 41° 29′ 15″ N, 1° 55′ 18″ E / 41.4873770565569°N,1.92170047622583°E |           |                     | Modifica les dades a Wikidata |

## pont
| imatge | Nom                              | Ubicat a                | instància de                                                                           | Detalls | coordenades                                                                              | Protecció                                            | Commons (més fotos)                          | Dades a WD                    |
| ------ | -------------------------------- | ----------------------- | -------------------------------------------------------------------------------------- | --- | ---------------------------------------------------------------------------------------- | ---------------------------------------------------- | -------------------------------------------- | ----------------------------- |
|        | Pont Nou del Diable              | Martorell Castellbisbal | pont pont de carretera                                                                 | 1975 1970 Travessa: Llobregat Estat: bon estat Llarg: 200m Anomenat per: pont del Diable                     | 41° 28′ 25″ N, 1° 56′ 19″ E / 41.473594°N,1.938529°E ca:Carretera 243-C                  |                                                      | Pont Nou del Diable                          | Modifica les dades a Wikidata |
|        | Pont d'Anoia                     | Martorell               | pont                                                                                   | Travessa: Anoia                                                                                              | 41° 28′ 28″ N, 1° 55′ 34″ E / 41.4745367304963°N,1.92598531741144°E                      |                                                      |                                              | Modifica les dades a Wikidata |
|        | Pont sobre l'avinguda Pau Claris | Martorell               | pont pont atirantat pont de vianants                                                   | 20th century Estat: bon estat                                                                                | 41° 28′ 36″ N, 1° 55′ 19″ E / 41.47671°N,1.92193°E ca:Plaça de les Puntaires             |                                                      | Pont sobre l'avinguda Pau Claris (Martorell) | Modifica les dades a Wikidata |
|        | pont del Diable                  | Martorell Castellbisbal | pont pont de vianants pont de pedra pont d'arcs inferiors pont romà pont d'estil gòtic | Estil: arquitectura gòtica Travessa: Llobregat Hi passa: camí Estat: bon estat Alt: 21m Anomenat per: dimoni | 41° 28′ 30″ N, 1° 56′ 16″ E / 41.475°N,1.9377777777777776°E ca:Sobre el Llobregat, C-243 | bé d'interès cultural bé cultural d'interès nacional | Pont del Diable (Martorell)                  | Modifica les dades a Wikidata |

## rellotge de sol
| imatge | Nom                                             | Ubicat a  | instància de    | Detalls | coordenades                                                                                       | Protecció | Commons (més fotos) | Dades a WD                    |
| ------ | ----------------------------------------------- | --------- | --------------- | ------- | ------------------------------------------------------------------------------------------------- | --------- | ------------------- | ----------------------------- |
|        | Rellotge de sol al carrer Josep Tarradelles, 36 | Martorell | rellotge de sol | 2013    | 41° 28′ 48″ N, 1° 54′ 57″ E / 41.47998°N,1.91579°E ca:CEIP Lola Anglada. C. Josep Tarradelles, 36 |           |                     | Modifica les dades a Wikidata |
|        | Rellotge de sol al carrer de Montserrat, 112    | Martorell | rellotge de sol | 1992    | 41° 29′ 01″ N, 1° 55′ 15″ E / 41.48349°N,1.92071°E ca:Carrer de Montserrat, 112                   |           |                     | Modifica les dades a Wikidata |

## torre de sentinella
| imatge | Nom                  | Ubicat a  | instància de                         | Detalls       | coordenades                                                                                  | Protecció                                            | Commons (més fotos) | Dades a WD                    |
| ------ | -------------------- | --------- | ------------------------------------ | ------------- | -------------------------------------------------------------------------------------------- | ---------------------------------------------------- | ------------------- | ----------------------------- |
|        | Serrat de les Torres | Martorell | torre de sentinella                  |               | 41° 28′ 13″ N, 1° 56′ 03″ E / 41.470299°N,1.934227°E ca:Serra de les Torretes                | bé d'interès cultural bé cultural d'interès nacional | Torre Griminella    | Modifica les dades a Wikidata |
|        | Torre de Guaita      | Martorell | torre de sentinella torre de defensa | Estat: ruïnós | 41° 28′ 13″ N, 1° 55′ 54″ E / 41.4703558049802°N,1.93162301860826°E ca:Serra de les Torretes | bé d'interès cultural bé cultural d'interès nacional | La Torrota          | Modifica les dades a Wikidata |

## Misc
| imatge | Nom                                                        | Ubicat a                                                                          | instància de             | Detalls                                                   | coordenades                                                                                                   | Protecció                                  | Commons (més fotos)          | Dades a WD                    |
| ------ | ---------------------------------------------------------- | --------------------------------------------------------------------------------- | ------------------------ | --------------------------------------------------------- | --- | ------------------------------------------ | ---------------------------- | ----------------------------- |
|        | Casa de la Vila                                            | Martorell                                                                         | casa consistorial        | Estil: noucentisme                                        | 41° 28′ 28″ N, 1° 55′ 51″ E / 41.474382°N,1.930804°E ca:Plaça de la Vila                                      | bé cultural d'interès local                | Casa de la Vila de Martorell | Modifica les dades a Wikidata |
|        | El Pou d'En Merli                                          | Martorell                                                                         | vèrtex geodèsic          |                                                           | 41° 28′ 35″ N, 1° 54′ 06″ E / 41.476272°N,1.901641°E 160.714 msnm                                             |                                            |                              | Modifica les dades a Wikidata |
|        | Escultura del Club Natació Martorell                       | Martorell                                                                         | memorial                 |                                                           | 41° 28′ 30″ N, 1° 55′ 42″ E / 41.47491262081913°N,1.9283849000930788°E ca:Carrer del Mestre Gomila i Reniu 42 |                                            |                              | Modifica les dades a Wikidata |
|        | Happy childhood                                            | Martorell                                                                         | mural                    | Creador: Lily Brick 2018                                  | 41° 28′ 22″ N, 1° 55′ 41″ E / 41.47283476759501°N,1.9281794942504076°E                                        |                                            |                              | Modifica les dades a Wikidata |
|        | Llobregat                                                  | Catalunya província de Barcelona Catalunya Central Àmbit Metropolità de Barcelona | riu                      | Desemboca: mar Mediterrània Llarg: 175km Conca: 4948.3km² | 42° 16′ 57″ N, 2° 00′ 46″ E / 42.282412°N,2.012826°E 41° 18′ 08″ N, 2° 07′ 55″ E / 41.302248°N,2.131948°E     |                                            | Llobregat                    | Modifica les dades a Wikidata |
|        | Parc Forestal de Can Cases                                 | Martorell                                                                         | parc forestal            | 20th century                                              | 41° 29′ 11″ N, 1° 54′ 08″ E / 41.48646°N,1.90214°E ca:Camí de la Creu                                         |                                            |                              | Modifica les dades a Wikidata |
|        | Refugi antiaeri Cal Granota                                | Martorell                                                                         | refugi antiaeri          | 1938                                                      | 41° 28′ 24″ N, 1° 56′ 15″ E / 41.47331°N,1.9375°E ca:C. Pere Puig, s/n                                        |                                            |                              | Modifica les dades a Wikidata |
|        | Rosa dels Vents                                            | Martorell                                                                         | rosa dels vents monument |                                                           | 41° 28′ 33″ N, 1° 55′ 14″ E / 41.47576068073098°N,1.9204241037368777°E                                        |                                            |                              | Modifica les dades a Wikidata |
|        | Torreta Gramenella                                         | Martorell                                                                         | torre de defensa         |                                                           | 41° 28′ 13″ N, 1° 56′ 03″ E / 41.4703703501539°N,1.93416162255662°E ca:Serra de les Torretes                  |                                            |                              | Modifica les dades a Wikidata |
|        | Turó del Pou del Merli                                     | Martorell                                                                         | muntanya                 |                                                           | 41° 28′ 34″ N, 1° 54′ 06″ E / 41.47616111°N,1.90171667°E                                                      |                                            |                              | Modifica les dades a Wikidata |
|        | antigues mines de plom la Martorellense                    | Martorell                                                                         | mina de plom             | 1918                                                      | 41° 28′ 02″ N, 1° 55′ 15″ E / 41.46722°N,1.92078°E ca:C. de Sant Genís                                        |                                            |                              | Modifica les dades a Wikidata |
|        | barraca de vinya                                           | Martorell                                                                         | barraca de vinya         | Estil: arquitectura popular                               | 41° 28′ 05″ N, 1° 55′ 30″ E / 41.46801°N,1.92492°E ca:Serra d'Ataix                                           | bé integrant del patrimoni cultural català |                              | Modifica les dades a Wikidata |
|        | carreus amb figures a la barraca de l'era de Can Pasteller | Martorell                                                                         | element arquitectònic    |                                                           | 41° 27′ 58″ N, 1° 55′ 06″ E / 41.46612°N,1.91829°E ca:Can Pasteller. Carretera de Sant Genís de Rocafort      |                                            |                              | Modifica les dades a Wikidata |
|        | cementiri de Martorell                                     | Martorell                                                                         | cementiri                | Arquitecte: Josep Ros i Ros 19th century                  | 41° 28′ 06″ N, 1° 55′ 03″ E / 41.468397°N,1.917533°E ca:Camí del Riu                                          |                                            | Cementiri de Martorell       | Modifica les dades a Wikidata |
|        | la Vila                                                    | Martorell                                                                         | nucli de població        |                                                           | 41° 28′ 32″ N, 1° 55′ 54″ E / 41.475536494313°N,1.9317605781782°E                                             |                                            |                              | Modifica les dades a Wikidata |
|        | plaça de la Vila                                           | Martorell                                                                         | plaça                    | 19th century Estat: bon estat                             | 41° 28′ 28″ N, 1° 55′ 50″ E / 41.47441°N,1.93061°E                                                            |                                            |                              | Modifica les dades a Wikidata |